# Mynthuset Sverige
Mynthuset Sverige är ett företag specialiserat på direktmarknadsföring av mynt och medaljer i Sverige. Mynthuset säljer främst traditionella samlarobjekt som mynt, medaljer, frimärken och minnesbrev. 
Mynthuset ingår i Samlerhuset-koncernen som är ett av Europas största mynt och frimärkshus med säte i Almere i Holland. År 2010 hade Samlerhuset- koncernen 400 anställda och en omsättning på 160 miljoner euro. 

## Historia
Sverige var den första marknad utanför Norge som Samlerhuset etablerade sig på 1997. Till en början styrdes verksamheten från huvudkontoret i Kolbotn utanför Oslo, men år 2003 öppnades ett lokalt kontor i Malmö. Förutom i Norge och Sverige har Samlerhuset-koncernen även kontor i Finland, Danmark, Estland, Lettland, Litauen, Storbritannien, Irland, Holland, Belgien, Polen, Tjeckien, Slovakien och Ungern.  I Samlerhuset-koncernen ingår även Berlin Coin Fair  samt Myntverket i Norge, som förutom bruksmynt även tillverkar Nobelmedaljerna. 
Samlerhuset-koncernen samarbetar med de flesta myntverk runtom i världen samt med organisationer som FIFA och Internationella Olympiska kommittén. År 2010 utsågs Mynthuset Sverige till distributör av de officiella olympiska minnesmynten för London 2012. 

## Myntsamlande vs Numismatik
Myntsamlande innebär samlande eller försäljning av mynt, sedlar och medaljer i olika former.  Myntsamlare är ofta intresserade av mynt i låga upplagor, fel-präglingar eller mynt som cirkulerat endast en kort tid, eller inte alls. Dessutom lockas myntsamlare av speciellt vackra utgåvor eller mynt och medaljer som är historiskt intressanta. 
Myntsamlandet kan skiljas från numismatiken genom att den senare representerar ett mera vetenskapligt förhållningssätt, dvs. ett systematisk samlande av kunskap om numismatiska objekt. Även om numismatikern och samlaren således delar intresseområde, representerar de inte nödvändigtvis samma förhållningssätt till numismatik. En numismatiker behöver inte nödvändigtvis vara myntsamlare och vice versa. 

## Kritik
Företaget erhöll till en början omfattande kritik, bland annat klagade både Konsumentombudsmannen (KO) och Riksbanken år 2005 på att man anser att företaget utger sig för att vara en myndighet.  Företagets marknadsföring har också uppmärksammats på Cint. 
Efter kritiken företogs förändringar i marknadsföringen vilket gjort att företaget undvikit kritik under de senaste åren.  